# Карроукіл

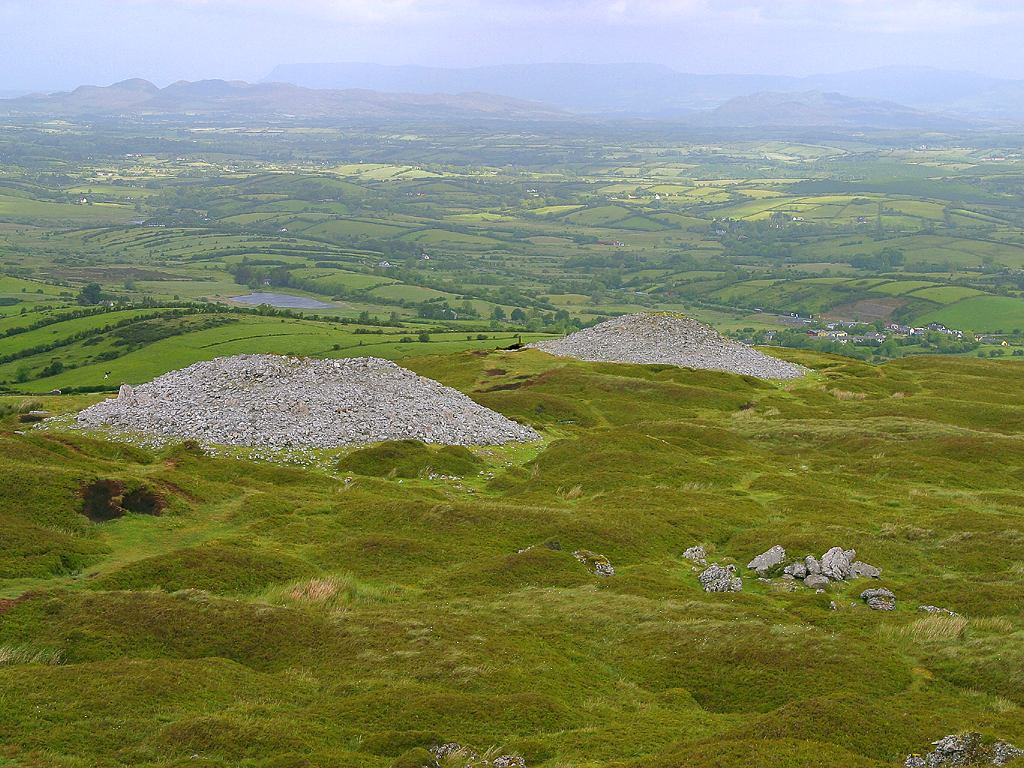
Дві з гробниць Карроукілу

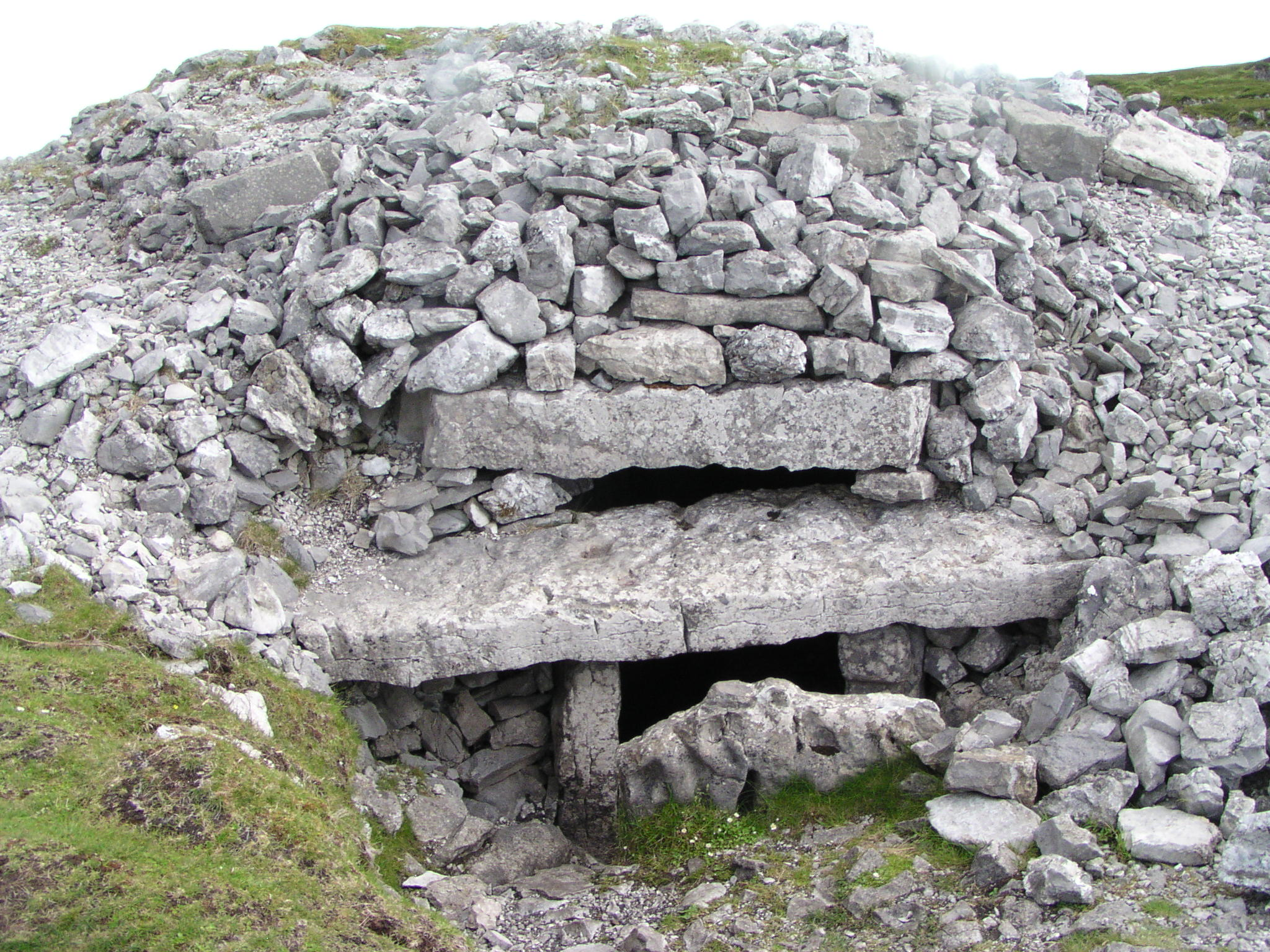
Карроукіл, каїрн G з просвітом

Карроукіл (англ. Carrowkeel, ірл. An Cheathrú Chaol, букв. — «вузький квартал») — неолітичний некрополь з декількох коридорних гробниць на півдні графства Слайго, Ірландія. За радіовуглецевим датуванням, вік некрополя становить близько 5400-5100 років (кінець 4 тис. до н. е.), тобто він давніший, ніж єгипетські піраміди, на 500—800 років. Карроукіл — національна пам'ятка Ірландії, один з чотирьох великих некрополів коридорних гробниць у Ірландії (три інших — це Ньюгрейндж, Лох-Крю і Карроумор).
Карроукіл розташований на височині над озером Лох-Арроу. Могили, мабуть, орієнтовано в напрямку Кіл-Ірра, Нокнарі і Карроумора. Всього в Карроукілі є 14 коридорних гробниць. У деякі можна потрапити, проповзши через вузький коридор. Неподалік, у комплексі Кешкорран, розташовано ще 6 коридорних гробниць. Груба кераміка особливого типу, вперше виявлена в коридорних гробницях Карроукілу (а пізніше знайдена і в інших коридорних гробницях того ж періоду), отримала в археологів назву «кераміка Карроукіл» (Carrowkeel Ware).
Неподалік від Лох-Арроу і безпосередньо на північ від Карроукілу розташований ще один великий коридорний каїрн, Гіпстаун, ймовірно, того ж періоду. Тут, мабуть, лежала легендарна Маг Туїред, місце битв між племенами богині Дану, стародавніми богами Ірландії і демонічними фоморами.
Гірське пасмо, де розташований Карроукіл, має назву Бріклів (Bricklieve Mountains), по-ірландськи буквально «плямисті гори», що, можливо, пов'язано з їх виглядом: кілька кварцових скель виділяються на загальному тлі, яскраво виблискуючи під сонцем.
Гробниці відкрив близько 1911 року Р. А. С. Макалістер, якого супроводжував Роберт Ллойд Прегер. Хоча Макалістер і був знайомим із сучасними археологічними методами, він вельми поспішно провів дослідження Карроукілу, і здійснений ним демонтаж деяких елементів викликав труднощі для наступних дослідників. У книзі The Way That I Went, 1937) Прегер так згадує про своє відвідання Карроукільського некрополя:
|  | Я запалив три свічки і стояв, поки мої очі звикали до сутінок. Там все було в тому вигляді, в якому його залишила остання людина часів бронзової доби (так в оригіналі), від трьох до чотирьох тисяч років тому. Все покривав легкий коричневий пил... Там були кам'яне намисто, кістяні знаряддя з рогу благородного оленя і безліч фрагментів дуже пошкодженої кераміки. У заглибленнях у стіні, трохи вище від рівня підлоги, лежали плоскі камені, на яких спочивали кальциновані кістки дітей.Оригінальний текст (англ.) I lit three candles and stood awhile, to let my eyes accustom themselves to the dim light. There was everything, just as the last Bronze Age man (sic) had left it, three to four thousand years before. A light brownish dust covered all... There beads of stone, bone implements made from Red Deer antlers, and many fragments of much decayed pottery. On little raised recesses in the wall were flat stones, on which reposed the calcinated bones of young children. |

Можливо, проведені 2004 року розкопки доісторичних хатин на схилах Муллагафарни (Mullaghafarna), неподалік від каїрнів O і P Карроукільського некрополя, які очолював професор Стефан Берг (Stefan Bergh), проллють світло на те, хто саме спорудив і використовував некрополь.
Відвідувачам некрополя заборонено вилазити на каїрни, а також завдавати їм будь-якої шкоди, переміщати або виносити будь-які камені. За ірландським фольклором, пошкодження або неповага до таких гробниць може призвести до прокляття.